# Jay Ngwele

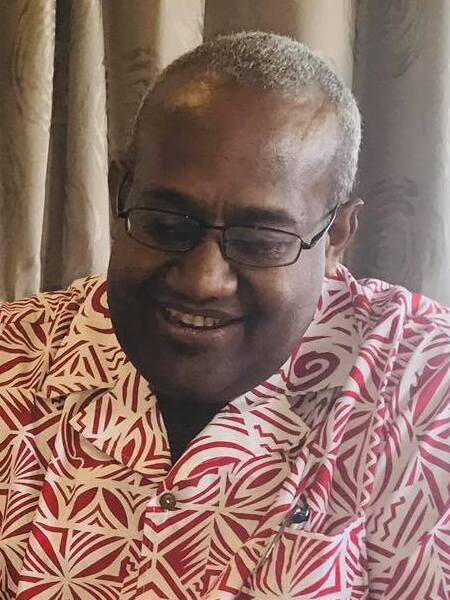
Ngwele (2020)

Jay Ngwele (* 5. April 1973 in Aoba, Vanuatu) ist ein Politiker aus Vanuatu, der seit 2016 für die Iauko Group beziehungsweise seit 2020 für die Rural Development Party (RDP) Mitglied im Parlament von Vanuatu ist sowie 2020 Minister für Infrastruktur und öffentliche Versorgungseinrichtungen wurde.

## Leben
Jay Ngwele absolvierte nach dem Besuch der Central Primary School und des Malapoa College, der früheren British Secondary School (BSS) in Port Vila, mit einem Stipendium der New Zealand Agency for International Development (NZAID) ein Studium an der Papua New Guinea University of Technology (UNITECH). Er war zuletzt Vorstandsvorsitzender des Hafenarbeiter- und Verstauungsunternehmens Northern Island Stevedoring Company Limited (NISCOL).
Bei der Parlamentswahl am 22. Januar 2016 wurde Ngwele für die Iauko Group zum Mitglied im Parlament von Vanuatu gewählt und vertritt dort seither den Wahlkreis Ambae, wobei er bei der Wahl am 19./20. März 2020 für die von ihm geführte Rural Development Party (RDP) wiedergewählt wurde. Daraufhin übernahm er am 20. April 2020 im Kabinett von Premierminister Bob Loughman Weibur den Posten als Minister für Infrastruktur und öffentliche Versorgungseinrichtungen.